# Шайрерит
Шайрерит (англ. schairerite; англ. Schairerit m) — мінерал, сульфат-флуорид натрію острівної будови. Названий за прізвищем американського фізико-хіміка Д. Шайрера (J.F.Schairer), W.F.Foshag, 1931.

## Опис
Хімічна формула:
- 1. За Є. К. Лазаренком: Na3(F, Cl)[SO4].
- 2. «Fleischer's Glossary» (2004): Na21(SO4)7F6Cl.

Містить (%): Na — 36,86; F — 8,22; Cl — 3,60; SO4 — 51,32.
Сингонія тригональна. Дитригонально-скаленоедричний вид. Природний шайрерит утворює ромбоедричні кристали. Штучні кристали таблитчасті. Двійники звичайні. Спайності не має. Густина 2,61-2,67. Тв. 3,5-3,75. Безбарвний. Блиск скляний. Крихкий. Прозорий. Повільно розчиняється у воді. Злом раковистий. У шліфі безбарвний.

## Поширення
Зустрічається в соляних відкладах озера Сірлс (штат Каліфорнія, США) разом з гейлюситом, тихітом, пірсонітом, тенардитом, троною, кальцитом. Рідкісний.